# Дом А. Н. Баландиной — А. Д. Воденикова
Дом А. Д. Воденикова — дом в стиле классицизма, построенный на углу 6-й линии Васильевского острова (№ 7) и Бугского переулка по проекту архитектора Алексея Семёновича Кирилова в 1835 году.
Известно, что в конце XVIII века на этом участке стоял дом А. Н. Баландиной. В 1912 году владелицей дома была вдова потомственного почетного гражданина О. А. Глазова. В справочнике от 1917 года владельцами указаны наследники купца Николая Дмитриевича Баландина — Сергей, Фёдор, Нил и Анна Баландины, сам они проживали на Гороховой улице в доме № 46.

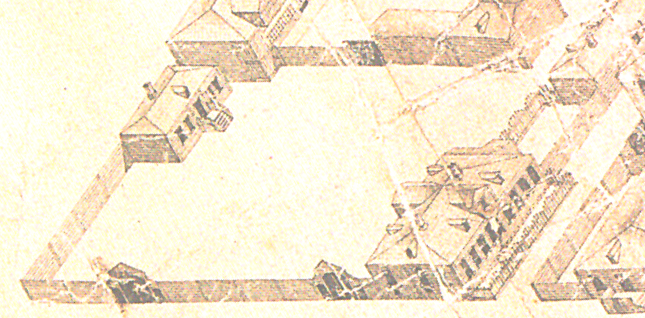
Участок, существовавший между 1765 и 1773 годами на месте дома Воденикова (слева) и доходного дома А.В.Эша (справа)

Дом А. Н. Баландиной — А. Д. Воденикова стал известен благодаря располагавшемуся на втором этаже трактиру «Золотой якорь», где подавали русскую кухню. Он просуществовал по адресу с 1820-х по 1910-х годов и считался заведением общепита среднего пошиба. Трактир был популярен среди местных офицеров, преподавателей и студентов Академии художеств. Заведение в том числе посещали Павел Федотов, Иван Крылов и другие известные личности. В трактире учащиеся Академии устраивали выпускные торжества. При трактире располагалась бильярдная, чьим завсегдатаем был Павел Петрович Чистяков — учитель Врубеля, Репина, Васнецова, Поленова и Серова. В годы НЭПа в полуподвале дома обосновалась пивная, прозванная местными жителями «Поддувалом».
В 1965 году здание было занято районном жилищным управлением Василеостровского района, а в 1970-е и 1980-е годы — прокуратурой Василеостровского района.